# Jérôme Napoléon Bonaparte-Patterson II.

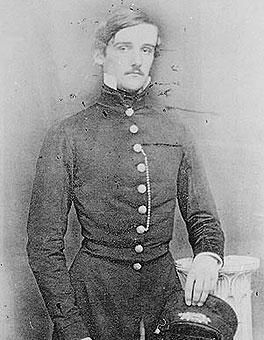
Jérôme Napoléon Bonaparte-Patterson II., 1852

Jérôme Napoléon Bonaparte-Patterson II. (* 5. November 1830 in Baltimore; † 3. September 1893 in Pride’s Crossing, Massachusetts) war ein Enkel von Jérôme Bonaparte, dem jüngsten Bruder des französischen Kaisers Napoléon I.
Geboren in Baltimore, Maryland, war er der jüngere Sohn von Jérôme Napoléon Bonaparte-Patterson (1805–1870) und Susan May Williams (1812–1881), von denen die amerikanische Linie der Familie Bonaparte abstammt.
Nach seinem Studium diente Jérôme in der U.S. Army in Texas, bis er der französischen Armee unter seinem Cousin Napoléon III. beitrat. Er kämpfte in Algerien und Italien, beteiligte sich am Krimkrieg (1854–1856) und am Deutsch-Französischen Krieg (1870–1871). 1854 wurde er zum Oberst befördert.
Nachdem Jérôme Bonaparte-Patterson II. aus der französischen Armee ausgeschieden war, kehrte er in die USA zurück und heiratete am 7. September 1871 Caroline Leroy Appleton, mit der er zwei Kinder hatte:
- Louise-Eugénie Bonaparte-Patterson (1873–1923), ⚭ 1896 Graf Adam Carl von  Moltke-Hvitfeld (1864–1944)
- Jérôme Napoléon Charles Bonaparte-Patterson (1878–1945), ⚭ 1914 Blanche Pierce Stenbeigh